# OpenWebRTC
OpenWebRTC （OWR）是一个自由软件堆栈，它实现了WebRTC标准，一套由万维网联盟（W3C）和互联网工程任务组（IETF）定义的协议和应用程序编程接口。它是基于Global IP Solutions（GIPS）软件的参考实现的替代方案。 
它根据BSD许可证并正式支持iOS，Linux，OS X和Android操作系统。它还可以在Web浏览器之外工作，例如为本机流動應用程式提供支持 。
它主要是用C语言编写的，主要基于多媒体框架GStreamer和许多其他较小的外部函式庫。它正式支持VP8和H.264作为视频格式。对于H.264，它使用OpenH264，思科支付专利许可费。 
由StefanÅlund领导，爱立信研究公司开发了OpenWebRTC。他们在2014年9月以自由软件的形式发布了它，以及基于堆栈的概念实现了网络浏览器。此外，这个初始版本不支持数据通道，据说它仍然没有谷歌的参考那么成熟。 